# Yousign
Yousign est un éditeur de logiciel français spécialisé dans la signature électronique créé en 2013, en concurrence avec les géants américains DocuSign et Adobe.

## Histoire
En août 2013, la première version de Yousign est mise en ligne par deux jeunes Normands originaire de Caen, anciens élèves de l'ENSI et âgés de 25 ans, Luc Pallavidino (1988-) et Antoine Louiset (1988-), ce système facilitant la signature électronique sécurisée de document est proposé. Les entreprises ciblées sont plutôt des TPE-PME.
De fin 2015 à mai 2019, l'entrepreneur Eric Chevalier (1974-) investit et rejoint Yousign en tant que directeur général.
En juin 2021, Yousign lève 30 millions d'euros. Auparavant en 2017 et 2018, Yousign avait réalisé deux levées de fonds,,. 
Début 2023, Alban Sayag (1981-) prend seul la direction de la société, Luc Pallavidino passant de directeur général à président. 

## Produits
La société Yousign commercialise des prestations de signature électronique au travers d'une application en ligne (SaaS) et d'une API.